# Haworth, Cross Roads and Stanbury
Haworth, Cross Roads and Stanbury est une paroisse civile du Yorkshire de l'Ouest, en Angleterre.